# Staro mesto, Trst
Tržačani imenujejo staro mesto ali Kavana (po osrednjem trgu Cavana) tisti predel mesta, ki leži ob vznožju griča Sv. Justa, med Velikim trgom in Ulico sv. Mihaela. V srednjem veku je to bil novi predel mesta na obali, izven mestnega obzidja.
Če zapustimo Veliki trg pri palači Pitteri, vidimo nasproti nje palačo Brigido, ki je že v Starem mestu. Na desni strani je nekdanja cerkvica svetih Sebastijana in Roka, na levo pa palača Leo. Po nekaj metrih se odpre Trg Kavana. V tem predelu mesta je vredno omeniti tudi palači Fontana in Francol.

## Palača Brigido
Zgradil jo je leta 1735 Giovanni Fusconi za družino Brigido. Kakor je bilo v navadi v tistih časih, se vhodna vrata navzgor podaljšujejo v balkon. Strogi stebri portala, ki so le malo obrnjeni navzven, kakor tudi obe kamniti vazi na balkonu, postavljajo poslopje že v zgodnji neoklasični slog. Tudi vrata, ki se odpirajo na balkon, imajo ob straneh toge trofejske panoje, ki poglabljajo resnobo pročelja. Le palma, ki objema družinski grb in zastave, nekoliko spominja na barok. 
V tej stavbi je leta 1797 stanoval Napoleon za časa svojega kratkega obiska v Trstu. Neposredno z balkona, ki je tedaj bil še direktno odprt na mestni trg, je opazoval parado, ki so jo bili uprizorili njemu na čast. Ob tej priliki mu je mestna uprava poklonila krasnega konja lipicanca, ki ga pa Napoleon ni dosti čislal, saj ga (zaradi prekratkih nog) baje ni mogel niti zajahati.

## Cerkvica svetih Sebastijana in Roka
V petnajstem stoletju je v mestu trikrat izbruhnila epidemija kuge in pokosila polovico mestnega prebivalstva. Preživeli so postavili to cerkvico v čast svetnikoma, ki sta bila čaščena kot zavetnika pred kugo. Leta 1782 jo je cesar Franc Jožef skupno z nekaterimi drugimi odvzel bogoslužju in od takrat ni nihče več skrbel zanjo. Še pred nedavnim je bila cerkvica popolnoma zapuščena in v njenem pritličju so se nahajale tipične trgovinice starega mesta. Komaj v zadnjih letih dvajsetega stoletja je bila popolnoma obnovljena. Edini spomin na cerkev je, razen oblike pročelja, kamnita školjka (simbol svetega Roka) nad centralnim oknom. Sedaj je v njej muzej orientalske kulture z bogato zbirko kitajskih in japonskih predmetov in dragocenih risb. 

## Palača Leo
Po slogu sodeč, je tudi to palačo načrtoval Giovanni Fusconi, a razen datuma (1747) nimamo točnih podatkov. Imenuje se po družini Leo, ki je ena od trinajstih plemiških družin, katerim se pripisuje sam početek mesta v modernem smislu. Portal z nadzidanim balkonom Nje v osnutku zelo podoben tistemu na palači Brigido, vendar je bolj plastičen in manj resnih oblik. Nad težkimi lesenimi vrati je nameščena umetniško izdelana železna luneta (polkrožno okno), ki naj bi omogočala prezračevanje notranjih prostorov v poletnem času.
V letih 1772-1773 je bil med obiskovalci te hiše, ki so redno zahajali na zabavne večere, gotovo najbolj pogosto sprejet Giacomo Casanova, ki je sicer prihajal v Trst vohunit za Serenissimo, vendar naj bi se zaljubil v gospodarjevo hčer Eleno. Njuna ljubezenska zgodba je trajala več let in ohranjena so pisma, ki sta si jih pisala.

## Trg Kavana
Kar je danes le skromen prostor med hišami, je v srednjem veku bil trg na obali, s pomolom in pristaniškimi napravami. Odtod vodijo ozke stare uličice v notranjost proti Svetemu Justu; ulice, ki vodijo proti morju, so sorazmerno novejše, kratke in širše, saj zavzemajo večino nekdanjega trga.
Do nedavnega je bila ta mestna četrt zelo zanemarjena. Zapuščene hiše so se podirale in vzbujale neprijeten vtis. Ko je občina odločila sanacijo tega predela mesta in so se začela obnovitvena dela, so odkrili ostanke starorimskega mesta. Izkopanine so izredno bogate in so v glavnem potrdile, da je že v rimskih časih mesto bilo važno trgovsko središče. Med izkopavanji so bili odkriti ostanki bogatih hiš, obširnega templja, industrijske torkle, manjših pristaniških naprav in seveda cest, vodnjakov, fontan in raznih kipov. Na nekaterih krajih v Cavani so prekrili rimske ostanke s prozornim podom, večino najdb pa so spravili v muzeje.

## Palača Fontana
Palača je zrastla leta 1828 po načrtu Pietra Nobile, a je bila posebno v pritličnem delu velikokrat predelana in popravljena, da bi bolje ustrezala zahtevam prodajaln in njihovih izložb. Med drugimi je tu dolga leta obstajala knjigarna Trani, ki je oskrbovala vse višje šole v bližini. Danes se tu nahaja banka, ki je morda še najbolj primerna dejavnost za ta prostor med stebri in oboki, ki so prvotno krasili mestno tržišče soli in rib. Kakor je razvidno iz raznih listin iz začetka osemnajstega stoletja, je staro skladišče soli nekoč zajemalo velik del trga s tem terenom vred. Šele leta 1820 je občina zemljišče zagradila in čez nekaj let objavila razpis za gradnjo pokritega stebrišča za trgovino soli in rib, nad katerim je bila predvidena nadgradnja bivalnih prostorov.
Kmalu je postal lastnik poslopja Carlo d'Ottavio Fontana, ki je po ukinitvi ribarnice dal stebrišče vključiti v stanovanjske predele hiše. V zadnjem nadstropju poslopja se hrani zanimiva freska in kamnita plošča, ki se je prvotno nahajala na pročelju skladišča soli. Freska poveličuje Evgena Savojskega, ki je leta 1697 premagal Turke pri Senti.

## Palača Francol
Danes je poslopje popolnoma zanemarjeno in razpada. Bilo je last družine Francol de Francolsberg, ki je prišla v Trst leta 1300 in je bila leta 1335 sprejeta med mestno plemstvo. Bili so predvsem vojaki in najbolj znan je cesarski mušketir Daniele, ki je leta 1616 padel v vojni proti Benetkam. Od nekdanje palače lahko danes vidimo le dva vhodna portala. Na enemu ed teh je še viden »pandur«, v kamen izklesano moško obličje s košatimi brki in visoko kučmo. Pandurji so bili oboroženi kmetje iz ogrskih hribov, ki jih je proti koncu sedemnajstega stoletja habsburška vojska poslala branit vzhodno mejo. Bili so izredno pogumni in kruti. Lase so imeli spletene v dolge kite, ki so jih pokrivale huzarske kučme, in ogrinjali so se v široke rdeče plašče. Posebno so se odlikovali v vojnah proti Turkom. Po končani službeni dobi je mnogo pandurjev prišlo v Trst, kjer so se zaposlili kot telesni stražarji ali vratarji pri tedanji mestni gosposki.